# عامل التصاق
عامل الالتصاق (بالإنجليزية: Tackifier)‏، هي مركبات كيميائية تستخدم في صياغة المواد اللاصقة لزيادة لزوجتها ولزوجة سطحها.
يميل عامل الالتصاق إلى انخفاض الوزن الجزيئي، وتحويل الزجاج ودرجة حرارة التليين لأعلى من درجة حرارة الغرفة، مما يوفر لها خصائص لزجة مرنة. غالباً ما تمثل مواد الالتصاق معظم نسبة الوزن وتكلفة المواد اللاصقة الذائبة الساخنة والمواد اللاصقة الحساسة للضغط . في مواد اللصق بالذوبان الساخن، يمكن أن تشكل ما يصل إلى حوالي 40٪ من إجمالي الكتلة.
عامل الالتصاق عادة ما يتكون من الراتنج وراتنجات الهيدروكربونية المهدرجة،  تربين راتنجات الفينول (TPR ، تستخدم غالبًا مع مواد لاصقة أسيتات إيثيلين-فينيل). 
العديد من المواد اللاصقة الحساسة للضغط هي مزيج من المطاط (طبيعي أو اصطناعي) وراتنج معالج. تتطلب المواد اللاصقة الحساسة للضغط والمطاط من السيليكون معالجات خاصة تعتمد على راتنجات سيليكات "MQ" تتكون من سيليك ميثيل أحادي الوظيفة ("M") يتفاعل مع رباعي كلوريد السيليكون رباعي الوظائف ("Q").